# حقوق اساسی جمهوری اسلامی ایران
حقوق اساسی جمهوری اسلامی ایران کتابی از محمد هاشمی است که در سال ۱۳۷۴ منتشر شد. این کتاب از مهم‌ترین منابع درسی رشتهٔ حقوق عمومی است.

## جوایز
یکی از جلدهای این کتاب در مراسم کتاب سال جمهوری اسلامی ایران به‌عنوان کتاب برگزیده (۱۳۷۵) و جلد دیگر به‌عنوان کتاب شایستهٔ تقدیر (۱۳۷۳) معرفی شد.